# Apatochernes kuscheli
Apatochernes kuscheli är en spindeldjursart som beskrevs av Beier 1976. Apatochernes kuscheli ingår i släktet Apatochernes och familjen blindklokrypare. Inga underarter finns listade i Catalogue of Life.